# Janelle Monáe-diszkográfia
Ez a diszkográfia az amerikai Janelle Monáe énekesnő megjelent kiadványainak listája: Monáe 3. stúdióalbumot, 3 EP-t, 20 kislemezt, és 18 zenei videót jelentetett meg. Első középlemeze a Metropolis: Suite I (The Case) amerikaiában mérsékelt siker volt, így a Billboard listára csupán a 115. helyre került fel. 2010-ben Monáe a Bad Boy Records kiadón keresztül megjelentette The ArcAndroid című első stúdióalbumát, mely folytatása az első EP-nek. Az albumot a legjobb kortárs R&B kategóriában az 53. Grammy-díjátadón jelölték, valamint a Billboard 200-as listán a 17. helyezést érte el. 2012-ben Monáe közreműködött a "We Are Young" című dalban, melyet közösen a Fun együttessel készített el, és az amerikai Billboard Hot 100-as lista első helyére került. 2013. szeptember 10.-én megjelent Monáe második stúdióalbuma a The Electric Lady, majd harmadik albuma 2018. április 27-én látott napvilágot, és melynek címe Dirty Computer. Ebben az évben az albumot jelölték az "Év albuma" kategóriában a Grammy-díjkiosztón.

## Stúdióalbumok
| Cím                                                                   | Album megjelenés                                                                                              | Legjobb slágerlistás helyezés | Legjobb slágerlistás helyezés | Legjobb slágerlistás helyezés | Legjobb slágerlistás helyezés | Legjobb slágerlistás helyezés | Legjobb slágerlistás helyezés | Legjobb slágerlistás helyezés | Legjobb slágerlistás helyezés | Legjobb slágerlistás helyezés | Legjobb slágerlistás helyezés |
| Cím                                                                   | Album megjelenés                                                                                              | US                            | US R&B/ H-H                   | AUS                           | CAN                           | DEN                           | GER                           | IRE                           | NL                            | SWI                           | UK                            |
| --------------------------------------------------------------------- | --- | ----------------------------- | ----------------------------- | ----------------------------- | ----------------------------- | ----------------------------- | ----------------------------- | ----------------------------- | ----------------------------- | ----------------------------- | ----------------------------- |
| The ArchAndroid                                                       | - Megjelent: 2010. május 18 - Label: Bad Boy, Wondaland, Atlantic - Formátum: CD, LP, Digitális letöltés      | 17                            | 4                             | —                             | —                             | 15                            | 12                            | 24                            | 65                            | 36                            | 51                            |
| The Electric Lady                                                     | - Megjelent: 2013. szeptember 6. - Label: Bad Boy, Wondaland, Atlantic - Formátum: CD, LP, Digitális letöltés | 5                             | 3                             | 22                            | 10                            | 11                            | 68                            | 7                             | 28                            | 30                            | 14                            |
| Dirty Computer                                                        | - Megjelent: 2018. április 27. - Label: Bad Boy, Wondaland, Atlantic - Formátum: CD, LP, Digitális letöltés   | 6                             | 4                             | 12                            | 8                             | 30                            | 29                            | 9                             | 20                            | 11                            | 8                             |
| "—" nem volt slágerlistás helyezés, vagy nem jelent meg az országban. | |                               |                               |                               |                               |                               |                               |                               |                               |                               |                               |

## Demók
| Cím          | Megjelenés                                                       |
| ------------ | ---------------------------------------------------------------- |
| The Audition | - Megjelent: 2003 - Label: Wondaland Arts Society - Formátum: CD |

## Középlemezek
| Cím                                                                   | Megjelenés                                                                                         | Legjobb slágerlistás helyezés | Legjobb slágerlistás helyezés | Legjobb slágerlistás helyezés |
| Cím                                                                   | Megjelenés                                                                                         | US                            | US Heat                       | US R&B/ H-H                   |
| --------------------------------------------------------------------- | -------------------------------------------------------------------------------------------------- | ----------------------------- | ----------------------------- | ----------------------------- |
| Metropolis: Suite I (The Chase)                                       | - Megjelent: 2007. augusztus 27. - Label: Bad Boy - Formátum: CD, LP, Digitális letöltés           | 115                           | 2                             | 20                            |
| iTunes Festival: London 2013                                          | - Megjelent: 2013. szeptember 9. - Label: Bad Boy - Formátum: Digitális letöltés                   | —                             | —                             | —                             |
| Wondaland Presents: The Eephus                                        | - Megjelent: 2015. augusztus 14. - Label: Wondaland, Epic, Sony - Formátum: CD, Digitális letöltés | 22                            | —                             | 5                             |
| "—" nem volt slágerlistás helyezés, vagy nem jelent meg az országban. | |                               |                               |                               |

## Kislemezek

### Saját dalok
| Cím                                                                               | Év   | Legjobb slágerlitás helyezés | Legjobb slágerlitás helyezés | Legjobb slágerlitás helyezés | Legjobb slágerlitás helyezés | Legjobb slágerlitás helyezés | Legjobb slágerlitás helyezés | Legjobb slágerlitás helyezés | Legjobb slágerlitás helyezés | Legjobb slágerlitás helyezés | Legjobb slágerlitás helyezés | Díjak, jelölések | Album                                 |
| Cím                                                                               | Év   | US                           | US R&B /HH                   | US R&B                       | US Adult R&B                 | BEL (FL) Tip                 | CAN                          | IRE                          | JPN                          | NZ                           | UK                           | Díjak, jelölések | Album                                 |
| --------------------------------------------------------------------------------- | ---- | ---------------------------- | ---------------------------- | ---------------------------- | ---------------------------- | ---------------------------- | ---------------------------- | ---------------------------- | ---------------------------- | ---------------------------- | ---------------------------- | ---------------- | ------------------------------------- |
| "Lettin' Go"                                                                      | 2006 | —                            | —                            | —                            | —                            | —                            | —                            | —                            | —                            | —                            | —                            |                  | Got Purp? Vol. 2                      |
| "Violet Stars Happy Hunting!"                                                     | 2007 | —                            | —                            | —                            | —                            | —                            | —                            | —                            | —                            | —                            | —                            |                  | [[Metropolis: Suite I (The Chase)]]   |
| "Many Moons"                                                                      | 2008 | —                            | —                            | —                            | —                            | —                            | —                            | —                            | —                            | —                            | —                            |                  | [[Metropolis: Suite I (The Chase)]]   |
| "Open Happiness" (with Brendon Urie, CeeLo Green, Patrick Stump and Travis McCoy) | 2009 | —                            | —                            | —                            | —                            | —                            | —                            | —                            | —                            | 29                           | —                            |                  | n/a                                   |
| "Tightrope" (featuring Big Boi)                                                   | 2010 | —                            | —                            | —                            | —                            | 20                           | —                            | —                            | —                            | —                            | —                            | - RIAA: Arany    | The ArchAndroid                       |
| "Cold War"                                                                        | 2010 | —                            | —                            | —                            | —                            | —                            | —                            | —                            | —                            | —                            | —                            |                  | The ArchAndroid                       |
| "Q.U.E.E.N." (featuring Erykah Badu)                                              | 2013 | —                            | 47                           | 21                           | —                            | —                            | —                            | —                            | —                            | —                            | —                            |                  | The Electric Lady                     |
| "Dance Apocalyptic"                                                               | 2013 | —                            | —                            | —                            | —                            | —                            | —                            | 79                           | 83                           | —                            | —                            |                  | The Electric Lady                     |
| "PrimeTime" (featuring Miguel)                                                    | 2013 | —                            | 36                           | 19                           | 29                           | —                            | —                            | —                            | —                            | —                            | —                            |                  | The Electric Lady                     |
| "What Is Love"                                                                    | 2014 | —                            | —                            | —                            | —                            | —                            | —                            | —                            | —                            | —                            | —                            |                  | Rio 2 (Music From the Motion Picture) |
| "Heroes"                                                                          | 2014 | —                            | —                            | —                            | —                            | —                            | —                            | —                            | —                            | —                            | —                            |                  | Pepsi Beats of the Beautiful Game     |
| "Electric Lady" (featuring Solange)                                               | 2014 | —                            | —                            | —                            | —                            | —                            | —                            | —                            | —                            | —                            | —                            |                  | The Electric Lady                     |
| "Yoga" (with Jidenna)                                                             | 2015 | 79                           | 24                           | 8                            | —                            | —                            | —                            | —                            | —                            | —                            | —                            | - RIAA: Arany    | Wondaland Presents: The Eephus (EP)   |
| "Make Me Feel"                                                                    | 2018 | 99                           | —                            | 9                            | 30                           | 3                            | 98                           | —                            | —                            | —                            | 74                           |                  | Dirty Computer                        |
| "Django Jane"                                                                     | 2018 | —                            | —                            | —                            | —                            | —                            | —                            | —                            | —                            | —                            | —                            |                  | Dirty Computer                        |
| "Pynk" (featuring Grimes)                                                         | 2018 | —                            | —                            | 21                           | —                            | —                            | —                            | —                            | —                            | —                            | —                            |                  | Dirty Computer                        |
| "I Like That"                                                                     | 2018 | —                            | —                            | 14                           | 1                            | —                            | —                            | —                            | —                            | —                            | —                            |                  | Dirty Computer                        |
| "—" nem volt slágerlistás helyezés, vagy nem jelent meg az országban.             |      |                              |                              |                              |                              |                              |                              |                              |                              |                              |                              |                  |                                       |

### Közreműködő előadóként
| Cím                                                                   | Év   | Legjobb slágerlistás helyezés | Legjobb slágerlistás helyezés | Legjobb slágerlistás helyezés | Legjobb slágerlistás helyezés | Legjobb slágerlistás helyezés | Legjobb slágerlistás helyezés | Legjobb slágerlistás helyezés | Legjobb slágerlistás helyezés | Legjobb slágerlistás helyezés | Legjobb slágerlistás helyezés | Díjak, jelölések | Album                   |
| Cím                                                                   | Év   | US                            | AUS                           | BEL (FL)                      | BEL (WA)                      | CAN                           | FRA                           | IRE                           | JPN                           | NZ                            | UK                            | Díjak, jelölések | Album                   |
| --------------------------------------------------------------------- | ---- | ----------------------------- | ----------------------------- | ----------------------------- | ----------------------------- | ----------------------------- | ----------------------------- | ----------------------------- | ----------------------------- | ----------------------------- | ----------------------------- | --- | ----------------------- |
| "We Are Young" (fun. featuring Janelle Monáe)                         | 2011 | 1                             | 1                             | 5                             | 2                             | 1                             | 7                             | 1                             | 5                             | 2                             | 1                             | - RIAA: 9× Platina - ARIA: 6× Platina - BEA: Arany - BPI: 2× Platina - MC: 7× Platinum - RMNZ: 2× Platina - RIAJ: Arany - SNEP: Arany | Some Nights             |
| "Special Education" (Goodie Mob featuring Janelle Monáe)              | 2013 | —                             | —                             | —                             | —                             | —                             | —                             | —                             | —                             | —                             | —                             | | Age Against the Machine |
| "Pressure Off" (Duran Duran featuring Janelle Monáe and Nile Rodgers) | 2015 | —                             | —                             | 133                           | 72                            | —                             | —                             | —                             | 87                            | —                             | —                             | | Paper Gods              |
| "Sweet Life" (Jeezy featuring Janelle Monáe)                          | 2015 | —                             | —                             | —                             | —                             | —                             | —                             | —                             | —                             | —                             | —                             | | Church In These Streets |
| "This Is for My Girls" (among Artists for Let Girls Learn)            | 2016 | —                             | —                             | —                             | —                             | —                             | —                             | —                             | —                             | —                             | —                             | | nem album dal           |
| "—" nem volt slágerlistás helyezés, vagy nem jelent meg az országban. |      |                               |                               |                               |                               |                               |                               |                               |                               |                               |                               | |                         |

### Promóciós kislemezek
| Cím                                 | Év   | Album             |
| ----------------------------------- | ---- | ----------------- |
| "Come Alive (The War of the Roses)" | 2009 | The ArchAndroid   |
| "Shape of Things to Come"           | 2010 |                   |
| "We Were Rock & Roll"               | 2013 | The Electric Lady |

## Egyéb slágerlistás dalok
| Cím                    | Év   | Legjobb slágerlistás helyezés | Album          |
| Cím                    | Év   | NZ Heat.                      | Album          |
| ---------------------- | ---- | ----------------------------- | -------------- |
| "Crazy, Classic, Life" | 2018 | 9                             | Dirty Computer |

## Videóklipek
| Cím                                                      | Év   | Rendező(k)           |
| -------------------------------------------------------- | ---- | -------------------- |
| "Morris Brown" (Outkast featuring Scar, Sleepy Brown)    | 2006 | Bryan Barber         |
| "Many Moons"                                             | 2008 | Alan Ferguson        |
| "Tightrope" (featuring Big Boi)                          | 2010 | Wendy Morgan         |
| "Tightrope (Wondamix)" (featuring B.o.B and Lupe Fiasco) | 2010 | Wendy Morgan         |
| "Cold War"                                               | 2010 | Wendy Morgan         |
| "Be Still" (Big Boi featuring Janelle Monáe)             | 2011 | n/a                  |
| "We Are Young" (fun. featuring Janelle Monáe)            | 2011 | Marc Klasfeld        |
| "Q.U.E.E.N." (featuring Erykah Badu)                     | 2013 | Alan Ferguson        |
| "Dance Apocalyptic"                                      | 2013 | Wendy Morgan         |
| "Special Education" (Goodie Mob featuring Janelle Monáe) | 2013 | John Colombo         |
| "PrimeTime" (featuring Miguel)                           | 2013 | Alan Ferguson        |
| "Heroes"                                                 | 2014 | The Young Astronauts |
| "Electric Lady"                                          | 2014 | Alan Ferguson        |
| "Yoga" (featuring Jidenna)                               | 2015 | Dave Meyers          |
| "Pressure Off" (Duran Duran featuring Janelle Monáe)     | 2015 | n/a                  |
| "Venus Fly" (Grimes featuring Janelle Monáe)             | 2017 | Grimes               |
| "Make Me Feel"                                           | 2018 | Alan Ferguson        |
| "Django Jane"                                            | 2018 | Andrew Donaho        |
| "Pynk"                                                   | 2018 | Emma Westenberg      |
| "I Like That"                                            | 2018 | Lacey Duke           |
| "Crazy, Classic, Life"                                   | 2018 | Alan Ferguson        |
| "Screwed"                                                | 2019 | TBA                  |

## Egyéb megjelenések
A következő dalok nem kislemezek, vagy promóciós kiadványok, melyek nem szerepelnek Janelle Monáe albumain.
| Cím                                    | Év   | Egyéb előadók                          | Album                                                                                |
| -------------------------------------- | ---- | -------------------------------------- | ------------------------------------------------------------------------------------ |
| "My First Love"                        | 2005 | Jaspects                               | In "House" Sessions                                                                  |
| "Time Will Reveal"                     | 2005 | Purple Ribbon All-Stars                | Got Purp? Vol. 2                                                                     |
| "Lettin' Go"                           | 2005 | Purple Ribbon All-Stars                | Got Purp? Vol. 2                                                                     |
| "Peachtree Blues"                      | 2006 | Jaspects                               | Broadcasting the Definition                                                          |
| "Call the Law"                         | 2006 | Outkast                                | Idlewild                                                                             |
| "In Your Dreams"                       | 2006 | Outkast                                | Idlewild                                                                             |
| "Nerd Girl"                            | 2009 | Chester French                         | Jacques Jams, Vol. 1: Endurance (mixtape)                                            |
| "2012"                                 | 2009 | Jaspects                               | The Polkadotted Stripe                                                               |
| "The Kids"                             | 2010 | B.o.B                                  | B.o.B Presents: The Adventures of Bobby Ray                                          |
| "Be Still"                             | 2010 | Big Boi                                | Sir Lucious Left Foot: The Son of Chico Dusty                                        |
| "Our Riotous Defects"                  | 2010 | of Montreal                            | False Priest                                                                         |
| "Enemy Gene"                           | 2010 | of Montreal                            | False Priest                                                                         |
| "Without a Fight"                      | 2010 | n/a                                    | For Colored Girls: Music From and Inspired by the Original Motion Picture Soundtrack |
| "Dance"                                | 2011 | Saul Williams                          | Volcanic Sunlight                                                                    |
| "Do My Thing"                          | 2012 | Estelle                                | All of Me                                                                            |
| "Fashion"                              | 2014 | Paolo Nutini                           | Caustic Love                                                                         |
| "Visions of You"                       | 2014 | Sérgio Mendes                          | Magic                                                                                |
| "Slip Slide"                           | 2015 | Donnie Trumpet & The Social Experiment | Surf                                                                                 |
| "Gabby"                                | 2015 | The Internet                           | Ego Death                                                                            |
| "Venus Fly"                            | 2015 | Grimes                                 | Art Angels                                                                           |
| "Hum Along and Dance (Gotta Get Down)" | 2016 | rowspan="2" N/A                        | The Get Down (Original Soundtrack from the Netflix Original Series)                  |
| "Isn't this the World"                 | 2016 | Hidden Figures: The Album              |                                                                                      |
| "Jalapeño"                             | 2016 | Hidden Figures: The Album              | Pharrell Williams                                                                    |
| "Safari"                               | 2017 | Jidenna, St. Beauty, Nana Kwabena      | The Chief                                                                            |
| "Whatthegirlmuthafuckinwannadoo"       | 2018 | The Coup                               | The Soundtrack to Sorry to Bother You                                                |
| "All Dolled Up"                        | 2019 | Kelly Clarkson                         | UglyDolls (Original Motion Picture Soundtrack)                                       |